# STS-51-I
STS-51-I, voluit Space Transportation System-51-I, was een Spaceshuttlemissie van de NASA waarbij de Space Shuttle Discovery gebruikt werd. De Discovery werd gelanceerd op 27 augustus 1985. Dit was de twintigste Space Shuttlemissie en de zesde vlucht voor de Discovery.

## Bemanning
- Joseph H. Engle (5), bevelhebber
- Richard O. Covey (1), piloot
- James D. A. van Hoften (2), missiespecialist 1
- John M. Lounge (1), missiespecialist 2
- William F. Fisher (1), missiespecialist 3

Tussen haakjes staat het aantal vluchten die de astronaut gevlogen zou hebben na STS-51-I.

## Missieparameters
- Massa
  - Shuttle bij lancering: 118,981 kg
  - Shuttle bij landing: 89,208 kg
  - Vracht: 19,952 kg
- Perigeum: 351 km
- Apogeum: 364 km
- Glooiingshoek: 28.5°
- Omlooptijd: 91.7 min